# Тюрино (Белгородская область)
Тюрино — село в Шебекинском районе Белгородской области.
Входит в состав Большегородищенского сельского поселения.

## География
Расположено северо-восточнее села Стрелица-Вторая на автодороге 14К-13.
Западнее Тюрино протекает река Короча, северо-западнее находится большой лесной массив.

### Улицы
- ул. Бугровка
- ул. Магистральная
- ул. Мира
- ул. Полевая

## Население
| 2002 | 2010 |
| ---- | ---- |
| 237  | ↘180 |